# Michael E. Fossum
Michael Edward Fossum (* 19. Dezember 1957 in Sioux Falls, South Dakota) ist ein ehemaliger US-amerikanischer Astronaut.

## Militär und Studium
Fossum wurde in South Dakota geboren, wuchs aber in McAllen (Texas) auf, wo er bis 1976 die High School besuchte. Das Maschinenbaustudium an der Texas A&M University in College Station schloss er im Mai 1980 als Bachelor ab. Anschließend trat er der US-Luftwaffe bei und studierte am Air Force Institute of Technology, das ihm den Titel Master im Fach Systemtechnik verlieh.
Ab 1981 arbeitete er, immer noch im aktiven Militärdienst, bei der NASA, wo er im Lyndon B. Johnson Space Center in Houston an der Durchführung von Space-Shuttle-Flügen mitwirkte.
Die Ausbildung zum Testpiloten schloss er 1985 an der Edwards Air Force Base ab, wo er danach auch an der Weiterentwicklung der F-16 beteiligt war.
Ab 1993 war Fossum in der Luftwaffen-Reserve und wurde ziviler Angestellter der NASA, wo er an verschiedenen Projekten rund um die Internationale Raumstation (ISS) arbeitete. Unter anderem untersuchte er die Möglichkeit, das russische Sojus-Raumschiff als Rettungsboot für die ISS einzusetzen. Auch bei den Tests des X-38-Prototyps, einer alternativen Rückkehrmöglichkeit, war Fossum beteiligt. Im Jahre 1997 schloss er ein Physik-Studium an der University of Houston-Clear Lake ab.

## Astronautentätigkeit
Seit 1987 hatte sich Fossum viermal vergeblich als NASA-Astronaut beworben. Sein fünfter Versuch war schließlich erfolgreich, und so wurde er am 4. Juni 1998 in die 17. Astronautengruppe der NASA aufgenommen.
Während der ISS-Expedition 6 von November 2002 bis Mai 2003 war er leitender Verbindungssprecher (CapCom). Parallel dazu absolvierte er die Ausbildung für Außenbordeinsätze (EVA).

### STS-121
Im Dezember 2003 wurde Fossum als Besatzungsmitglied des Raumflugs STS-121 nominiert. Die Mission wurde nach mehreren Verschiebungen im Juli 2006 durchgeführt. Hauptaufgaben waren einmal nachzuweisen, dass die nach STS-107 und STS-114 angegangenen Verbesserungen am Space Shuttle funktionieren und zum anderen, die Internationale Raumstation mit Gütern zu versorgen sowie deren zweiköpfige Besatzung durch einen Astronauten zu verstärken. Damit arbeiteten seit der ISS-Expedition 6 wieder drei Raumfahrer auf der Station. Während des zweiwöchigen Fluges unternahmen Fossum und sein Kollege Sellers drei EVAs. Dabei führten sie Reparaturen an der Raumstation durch, testeten ein System aus zwei Roboterarmen auf deren Belastbarkeit und erprobten eine neuartige Spachtelmasse auf deren Weltraumtauglichkeit.

### STS-124
Von März 2007 an bereitete sich Fossum auf seinen zweiten Raumflug vor. Der Start von STS-124 erfolgte am 31. Mai 2008. Während dreier EVAs sammelte er weitere 20 Stunden und 33 Minuten Erfahrung bei Außeneinsätzen.

### ISS-Expeditionen 28/29
Im Oktober 2009 wurde Fossum für einen Langzeitaufenthalt an Bord der ISS nominiert. Er arbeitete ab Juni 2011 als Bordingenieur der ISS-Expedition 28 und übernahm im September 2011 das Kommando der ISS-Expedition 29. Die Landung erfolgte am 22. November 2011.
Fossum verließ die NASA am 7. Januar 2017.

## Privates
Fossum ist verheiratet und hat vier Kinder.